# سرود ملی سوریه
سرود ملی سوریه، با نام رسمی در تعقیب شکوه (به عربی: في سبيل المجد)، سرودی است که از سال ۲۰۲۴ تاکنون، سرود ملی دفاکتوی این کشور محسوب می‌شود.